# Claude Bernard
För andra betydelser, se Claude Bernard (olika betydelser).
Claude Bernard, född 12 juli 1813, död 11 februari 1878, var en fransk fysiolog, grundare av den moderna experimentella fysiologin och experimentella farmakologin.
Bernard blev medicine doktor 1843, och var från 1847 biträdande professor i medicin vid Collège de France. År 1852 erhöll han en personlig professur i fysiologi vid Paris universitet och 1868 blev han professor i allmän fysiologi vid Muséum d'historie naturelle. Bernard myntade det viktiga begreppet inre miljö, och hävdade att de olika mekanismerna i kroppen strävar efter att bibehålla en konstant inre miljö, även vid växlingar i den yttre miljön. Exempelvis upptäckte han 1851 att när kroppen utsätts för kyla, sänder nervsystemet signaler till de perifera blodkärlen så att de dra ihop sig och på så sätt håller kvar kroppsvärmen.
Bernard visade också att kroppens absorption av föda, liksom en del av matsmältningen, äger rum i tunntarmen, och att levern spelar en viktig roll för att ge resten av kroppen en jämn tillgång på druvsocker.
Bernard blev medlem av Franska vetenskapsakademin 1868. Han blev utländsk medlem av Royal Society 1864, och utländsk ledamot av Kungliga Vetenskapsakademien 1868. Han tilldelades Copleymedaljen 1876.

## Vivisektion
I sin forskning använde Bernard vivisektion, det vill säga dissektion på levande djur. Förutom att det gav forskningsresultat ledde det även till skilsmässa när hans fru såg vilken grymhet han utsatte djuren för.[källa behövs]